# EVITA
EVITA是E-Safety Vehicle Intrusion Protected Applications的簡稱，是歐盟資助，各歐洲車廠參與，有關汽車網路安全的聯盟計劃，時間是2008年至2011年。
此一計畫有提供網路安全風險評估的方式，也將硬體安全模塊區分為Full, medium, light三種等級，有各自不同的要求。

## 外部連結
- E-safety Vehicle Intrision proTected Application （页面存档备份，存于）
- 在車聯網時代實施安全解決方案 （页面存档备份，存于）
- 汽车信息安全风险评估标准需求研究报告